# Witchery
Witchery ist eine schwedische Thrash-Metal/Speed-Metal-Band, die sich 1997 in Linköping aus den ehemaligen Mitgliedern der Band Satanic Slaughter gegründet hat.

## Geschichte
Nachdem 1997 alle Mitglieder, bis auf Sänger Ztephan Dark, die Band Satanic Slaughter verließen, beschlossen Sänger Tony Kampner, die beiden Gitarristen Patrik Jensen und Rickard „Rille“ Rimfält, sowie Schlagzeuger Mique die Band Witchery zu gründen. Auf der Suche nach einem Bassisten nahmen sie kurz darauf den Arch-Enemy-Bassisten Sharlee D’Angelo in die Band auf. Anschließend begann die Band mit den Aufnahmen zum Debütalbum Restless and Dead, welches sie 1998 über Necropolis Records veröffentlichte. Noch im selben Jahr folgte zudem die erste EP unter dem Namen Witchburner. Anschließend ging die Band auf US-Tour mit Borknagar und Emperor.
1999 veröffentlichte die Band ihr zweites Album Dead, Hot and Ready ebenfalls bei Necropolis Records. Es folgte eine gemeinsame sechswöchige Tour mit Moonspell und Kreator quer durch Europa. Nach einer zweijährigen Pause, aufgrund der Aktivitäten der Bandmitglieder in anderen Bands, kamen sie 2001 wieder zusammen um ihr drittes Studioalbum Symphony for the Devil aufzunehmen. Es war zudem das erste Album, auf dem auch Schlagzeuger Martin Axenrot zu hören war, nachdem Mique die Band verlassen hatte. Das Album erschien anschließend im September 2001, auf das eine weitere USA-Tour mit The Haunted folgte.
2004 kam die Band ein weiteres Mal zusammen, um ihr viertes Album Don't Fear the Reaper aufzunehmen, welches anschließend im Februar 2006 über Century Media veröffentlicht wurde, nachdem man mit dem Label einen weltweit geltenden Plattenvertrag ausgehandelt hatte. Im Juni 2010 veröffentlichte die Band ihr zweites Album unter Century Media mit dem Namen Witchkrieg, welches eine Anspielung auf den Blitzkrieg darstellt. Anschließend spielte die Band beim Metaltown 2010 in Göteborg mit.

## Diskografie

### Alben
- 1998: Restless and Dead (Necropolis Records)
- 1999: Dead, Hot and Ready (Necropolis Records)
- 2001: Symphony for the Devil (Necropolis Records)
- 2006: Don't Fear the Reaper (Century Media)
- 2010: Witchkrieg (Century Media)
- 2016: In His Infernal Majesty's Service (Century Media)
- 2017: I Am Legion (Century Media)
- 2022: Nightside (Century Media)

### EPs
- 1999: Witchburner (Necropolis Records)